# Spectacol mortal (film din 2009)
Command Performance este un film de acțiune și thriller regizat și cu scenariul scris de Dolph Lundgren, are deține și rolul principal. Premiera filmului a avut loc la Festivalul de Muzică și Film Ischia Global pe 18 iulie 2009. A fost distribuit de FirstLook Studios și lansat pe DVD ;i Blu-ray pe 3 noiembrie 2009. Filmările au avut loc în lunile august și septembrie 2008 în Sofia și Moscova.
Dolph Lundgren și-a etalat abilitățile de toboșar, iar povestea a fost inspirată dintr-un concert al Madonnei dedicat președintelui Rusiei Vladimir Putin. Filmul marchează debutul pe marele ecaran a lui Ida Lundgren's (fiica lui Dolph).

## Sinopsis
În august 1991, s-a încercat o lovitură de stat împotriva președintelui sovietic Mihail Gorbaciov de trupele foste comuniste. Aceasta a eșuat, iar militarii au fost arestați; din rămășițele Uniunii Societice s-a născut Federația Rusă.
Președintele Rusiei Alexei Petrov (Hristo Shopov) i-a cerut vedetei de muzică pop Venus (Melissa Smith) să susțină un concert la Moscova, pentru că fiicele sale Anna (Ida Lundgren) și Yana (Robin Dobson) sunt fane ale lui Venus. Concertul a luat o turnură sângeroasă, când oamenii înarmați conduși de Oleg Kazov (Dave Legeno), ocupă sala și iau ostatici. Oleg dorea să se răzbune pe președinte pentru sinuciderea tatălui său, mareșalul Dimitri Kazov, erou în al Doilea Război Mondial în Stalingrad, și fost ministru al apărării. Acesta a fost liderul loviturii de stat eșuate. Pentru a nu fi capturați, Dimitri își omoară soția și apoi se sinucide. Oleg emigrează în SUA unde este arestat pentru lucruri mărunte. Odată eliberat, Oleg se întoarce în Rusia cu scopul de a se răzbuna.
Fostul motociclist Joe (Dolph Lundgren), toboșarul formației CMF, formație care a deschis concertul, opune rezistență. Când era în SUA, niște columbieni au dat buzna în apartamentul lui și a fratelui său, cu cel din urmă sfârșind împușcat mortal. Joe s-a răzbunat urmărindu-i și omorândui. De atunci a încercat să stea departe de arme, pentru că îi aduceau aminte de ceea ce a făcut grupul de columbieni.
Majoritatea civililor și cei care făceau parte din stafful concertului sunt uciși, inclusiv fratele lui Venus, Enzo, (Atanas Srebrev), care era și managerul ei. Rămân în viață doar Joe, Venus, reporterul Ali Connor (Shelly Varod), ambasadorul american Gene Bradley (Clement von Franckenstein), agentul FSB Mikhail Kapista (Zachary Baharov), Petrov și fiicele sale.
Acum, Joe și Mikhail încearcă să îi omoare pe Oleg și oamenii săi pentru a elibera ostaticii.

## Muzică
În coloana sonoră a filmului se regăsesc cântecele „Breakdown” și „Girl” (intitulat „6” pe varianta de pe album) ale formației D2, Lost In Love al Melissei Smith, „Ne Gasite Svechu / Keep The Candle Burning” de la Piligrim și „September Rain”, Irson Kudikova.

## Distribuție
- Dolph Lundgren ca Joe
- Melissa Smith ca Venus
- Hristo Shopov ca President Petrov
- Dave Legeno ca Oleg Kazov
- Clement von Franckenstein ca Amabcasador Bradley
- James Chalke ca Vladimir
- Zahary Baharov ca Mikhail Kapista
- Ivaylo Gercakov ca Leonid Gordov
- Shelly Varod ca Ali Connor
- Katarzyna Wolejnio ca Maj. Pavlikova
- Ida Lundgren ca Anna Petrova